# Grand Prix Holandii 1962

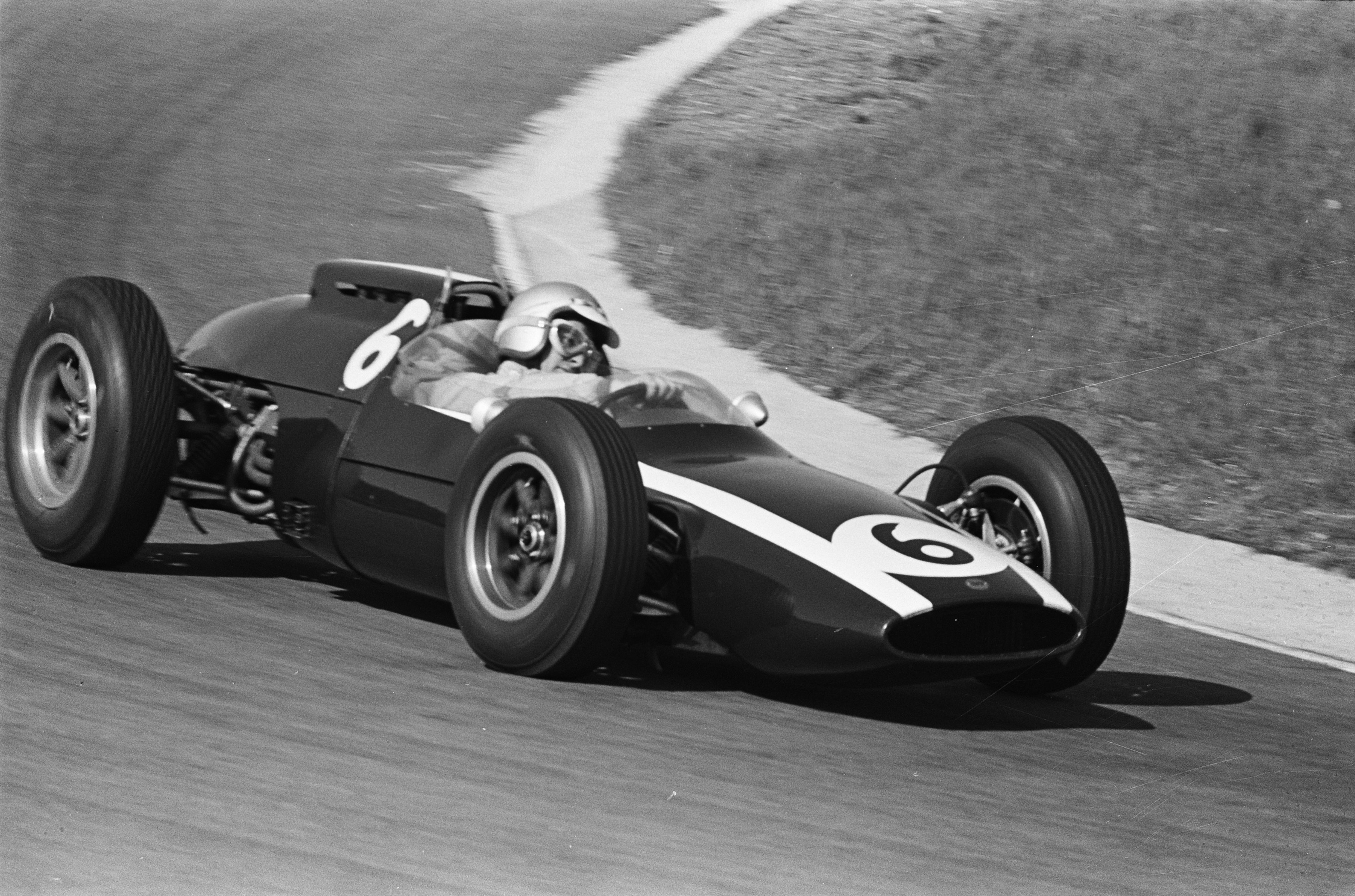
Bruce McLaren podczas Grand Prix Holandii 1962

Grand Prix Holandii 1962 (oryg. Grote Prijs van Nederland), Grand Prix Europy 1962 – 1. runda Mistrzostw Świata Formuły 1 w sezonie 1962, która odbyła się 20 maja 1962, po raz 8. na torze Circuit Park Zandvoort.
10. Grand Prix Holandii, 8. zaliczane do Mistrzostw Świata Formuły 1.

## Wyniki

### Kwalifikacje
Źródło: statsf1.com
| P  | Nr | Kierowca                | Konstruktor(-silnik) | Opony | Czas   | Odstęp | Strata |
| -- | -- | ----------------------- | -------------------- | ----- | ------ | ------ | ------ |
| 1  | 19 | John Surtees            | Lola-Climax          | D     | 1:32,5 | -      | -      |
| 2  | 17 | Graham Hill             | BRM                  | D     | 1:32,6 | +0,1   | +0,1   |
| 3  | 4  | Jim Clark               | Lotus-Climax         | D     | 1:33,2 | +0,6   | +0,7   |
| 4  | 8  | Jack Brabham            | Lotus-Climax         | D     | 1:33,3 | +0,1   | +0,8   |
| 5  | 6  | Bruce McLaren           | Cooper-Climax        | D     | 1:33,9 | +0,6   | +1,4   |
| 6  | 9  | Innes Ireland           | Lotus-Climax         | D     | 1:34,1 | +0,2   | +1,6   |
| 7  | 18 | Richie Ginther          | BRM                  | D     | 1:34,5 | +0,4   | +2,0   |
| 8  | 12 | Dan Gurney              | Porsche              | D     | 1:34,7 | +0,2   | +2,2   |
| 9  | 1  | Phil Hill               | Ferrari              | D     | 1:35,0 | +0,3   | +2,5   |
| 10 | 5  | Trevor Taylor           | Lotus-Climax         | D     | 1:35,4 | +0,4   | +2,9   |
| 11 | 3  | Ricardo Rodríguez       | Ferrari              | D     | 1:36,1 | +0,7   | +3,6   |
| 12 | 2  | Giancarlo Baghetti      | Ferrari              | D     | 1:36,3 | +0,2   | +3,8   |
| 13 | 11 | Jo Bonnier              | Porsche              | D     | 1:37,0 | +0,7   | +4,5   |
| 14 | 14 | Carel Godin de Beaufort | Porsche              | D     | 1:37,4 | +0,4   | +4,9   |
| 15 | 7  | Tony Maggs              | Cooper-Climax        | D     | 1:37,5 | +0,1   | +5,0   |
| 16 | 10 | Masten Gregory          | Lotus-Climax         | D     | 1:38,0 | +0,5   | +5,5   |
| 17 | 20 | Roy Salvadori           | Lola-Climax          | D     | 1:38,8 | +0,8   | +6,3   |
| 18 | 15 | Ben Pon                 | Porsche              | D     | 1:40,9 | +2,1   | +8,4   |
| 19 | 21 | Jackie Lewis            | Cooper-Climax        | D     | 1:43,2 | +2,3   | +10,7  |
| 20 | 16 | Wolfgang Seidel         | Emeryson-Climax      | D     | 1:46,0 | +2,8   | +13,5  |
| P  | Nr | Kierowca                | Konstruktor(-silnik) | Opony | Czas   | Odstęp | Strata |

### Wyścig
Źródła: statsf1.com
| P                                                     | + / – | Nr | Kierowca                | Konstruktor     | Opony | Okr. | Czas / Strata | Komentarz                |
| ----------------------------------------------------- | ----- | -- | ----------------------- | --------------- | ----- | ---- | ------------- | ------------------------ |
| 1                                                     | 1     | 17 | Graham Hill             | BRM             | D     | 80   | 2:11:02,1     |                          |
| 2                                                     | 8     | 5  | Trevor Taylor           | Lotus-Climax    | D     | 80   | +27,2         |                          |
| 3                                                     | 6     | 1  | Phil Hill               | Ferrari         | D     | 80   | +1:21,1       |                          |
| 4                                                     | 8     | 2  | Giancarlo Baghetti      | Ferrari         | D     | 79   | +1 okr.       |                          |
| 5                                                     | 10    | 7  | Tony Maggs              | Cooper-Climax   | D     | 78   | +2 okr.       |                          |
| 6                                                     | 8     | 14 | Carel Godin de Beaufort | Porsche         | D     | 76   | +4 okr.       |                          |
| 7                                                     | 6     | 11 | Jo Bonnier              | Porsche         | D     | 75   | +5 okr.       |                          |
| 8                                                     | 11    | 21 | Jackie Lewis            | Cooper-Climax   | D     | 70   | +10 okr.      |                          |
| 9                                                     | 6     | 4  | Jim Clark               | Lotus-Climax    | D     | 70   | +10 okr.      |                          |
| Niesklasyfikowani                                     |       |    |                         |                 |       |      |               |                          |
|                                                       |       | 3  | Ricardo Rodríguez       | Ferrari         | D     | 73   | +7 okr.       | poślizg                  |
|                                                       |       | 18 | Richie Ginther          | BRM             | D     | 71   | +9 okr.       | wypadek                  |
|                                                       |       | 9  | Innes Ireland           | Lotus-Climax    | D     | 61   | +19 okr.      | poślizg                  |
|                                                       |       | 10 | Masten Gregory          | Lotus-Climax    | D     | 54   | +26 okr.      | skrzynia biegów          |
|                                                       |       | 16 | Wolfgang Seidel         | Emeryson-Climax | D     | 52   | +28 okr.      | niesklasyfikowany        |
|                                                       |       | 12 | Dan Gurney              | Porsche         | D     | 47   | +33 okr.      | skrzynia biegów          |
|                                                       |       | 6  | Bruce McLaren           | Cooper-Climax   | D     | 21   | +59 okr.      | skrzynia biegów          |
|                                                       |       | 20 | Roy Salvadori           | Lola-Climax     | D     | 12   | +68 okr.      | wycofał się              |
|                                                       |       | 19 | John Surtees            | Lola-Climax     | D     | 8    | +72 okr.      | wypadek                  |
|                                                       |       | 8  | Jack Brabham            | Lotus-Climax    | D     | 4    | +76 okr.      | wypadek                  |
|                                                       |       | 15 | Ben Pon                 | Porsche         | D     | 2    | +78 okr.      | poślizg                  |
| Nie wystartowali / niedopuszczeni do ponownego startu |       |    |                         |                 |       |      |               |                          |
|                                                       |       | 16 | Rob Slotemaker          | Porsche         | D     | 0    |               | brak sprawnego samochodu |
| P                                                     | + / – | Nr | Kierowca                | Konstruktor     | Opony | Okr. | Czas / Strata | Komentarz                |

### Najszybsze okrążenie
Źródło: statsf1.com
| Nr | Kierowca      | Konstruktor   | Czas   | Okr. |
| -- | ------------- | ------------- | ------ | ---- |
| 6  | Bruce McLaren | Cooper-Climax | 1:34,4 | 5    |

### Prowadzenie w wyścigu
Źródło: statsf1.com
| Nr                              | Kierowca    | Konstruktor  | Okrążenia | Suma |
| ------------------------------- | ----------- | ------------ | --------- | ---- |
| 17                              | Graham Hill | BRM          | 12-80     | 69   |
| 4                               | Jim Clark   | Lotus-Climax | 1-11      | 11   |
| \| Wykres \| \| ------ \| \| \| |             |              |           |      |
| Wykres                          |             |              |           |      |
|                                 |             |              |           |      |

## Klasyfikacja po wyścigu
Pierwsza szóstka otrzymywała punkty według klucza 9-6-4-3-2-1. Liczone było tylko 5 najlepszych wyścigów danego kierowcy.
Uwzględniono tylko kierowców, którzy zdobyli jakiekolwiek punkty
| P | +/− | Kierowca                | Starty | Punkty | P1 | P2 | P3 | PP | NO | NS |
| - | --- | ----------------------- | ------ | ------ | -- | -- | -- | -- | -- | -- |
| 1 | N   | Graham Hill             | 1      | 9      | 1  | –  | –  | –  | –  | –  |
| 2 | N   | Trevor Taylor           | 1      | 6      | –  | 1  | –  | –  | –  | –  |
| 3 | N   | Phil Hill               | 1      | 4      | –  | –  | 1  | –  | –  | –  |
| 4 | N   | Giancarlo Baghetti      | 1      | 3      | –  | –  | –  | –  | –  | –  |
| 5 | N   | Tony Maggs              | 1      | 2      | –  | –  | –  | –  | –  | –  |
| 6 | N   | Carel Godin de Beaufort | 1      | 1      | –  | –  | –  | –  | –  | –  |
| P | +/− | Kierowca                | Starty | Punkty | P1 | P2 | P3 | PP | NO | NS |

### Konstruktorzy
Tylko jeden, najwyżej uplasowany kierowca danego konstruktora, zdobywał dla niego punkty. Również do klasyfikacji zaliczano 5 najlepszych wyników.
| P                 | +/− | Konstruktor     | Starty | Punkty | P1 | P2 | P3 | PP | NO | NS |
| ----------------- | --- | --------------- | ------ | ------ | -- | -- | -- | -- | -- | -- |
| 1                 | N   | BRM             | 2      | 9      | 1  | –  | –  | –  | –  | 1  |
| 2                 | N   | Lotus-Climax    | 5      | 6      | –  | 1  | –  | –  | –  | 3  |
| 3                 | N   | Ferrari         | 3      | 4      | –  | –  | 1  | –  | –  | 1  |
| 4                 | N   | Cooper-Climax   | 3      | 2      | –  | –  | –  | –  | 1  | 1  |
| 5                 | N   | Porsche         | 4      | 1      | –  | –  | –  | –  | –  | 2  |
| Niesklasyfikowani |     |                 |        |        |    |    |    |    |    |    |
|                   |     | Lola-Climax     | 2      | 0      | –  | –  | –  | 1  | –  | 2  |
|                   |     | Emeryson-Climax | 1      | 0      | –  | –  | –  | –  | –  | 1  |
| P                 | +/− | Kierowca        | Starty | Punkty | P1 | P2 | P3 | PP | NO | NS |